# Prévoyance Yaoundé
El Prévoyance Yaoundé es un equipo de fútbol de Camerún que juega en la Cuarta División de Camerún, la cuarta liga de fútbol más importante del país.

## Historia
Fue fundado en la capital Yaundé y como otros equipos locales, se han mantenido a la sombra de los dos grandes de la ciudad, el Canon Yaoundé y el Tonerre Yaoundé, los cuales han sido varias veces campeones de la Primera División de Camerún. 
Nunca han sido campeones de la máxima categoría, en la cual no participan desde la temporada 1997, pero sí han sido campeones de copa en 1 ocasión en 1990, su único título de importancia.
A nivel internacional han participado en 1 torneo continental, en la Recopa Africana 1991, donde fueron eliminados en la primera ronda por el Olympic FC de Niamey de Níger

## Palmarés
- Copa de Camerún: 1

1990

## Participación en competiciones de la CAF
| Temporada | Torneo          | Ronda | Club       | Casa | Visita | Global  |
| --------- | --------------- | ----- | ---------- | ---- | ------ | ------- |
| 1991      | Recopa Africana | 1     | Olympic FC | 3-1  | 0-2    | 3-3 (a) |

## Jugadores

### Jugadores destacados
- Emmanuel Kunde
- Serge Paul Loga